# Eating Out
Eating Out är en amerikansk romantisk komedifilm med gaytema från 2004 i regi av Q. Allan Brocka. En uppföljare till filmen har också gjorts: Eating Out 2: Sloppy Seconds.

## Rollista
| Scott Lunsford     | – Caleb Peterson        |
| Jim Verraros       | – Kyle                  |
| Emily Brooke Hands | – Gwen Anderson         |
| Ryan Carnes        | – Marc Everhard         |
| Rebekah Kochan     | – Tiffani von der Sloot |
| Natalie Burge      | – Milkshake Marcy       |